# Haití en La Copa Oro de la Concacaf 2009
La selección de futbol de Haití fue uno de los 14 equipos participantes en la Copa de Oro de la Concacaf 2009.
fue asignado en el grupo B junto con Estados unidos, Honduras y Granada ,terminando tercero con 4 puntos por enésima de granada, pasando a los octavos de final, en el cual fue eliminado por México 4 a 0.

## Grupo B
| Equipo         | Pts | PJ | PG | PE | PP | GF | GC | Dif |
| -------------- | --- | -- | -- | -- | -- | -- | -- | --- |
| Estados Unidos | 7   | 3  | 2  | 1  | 0  | 8  | 2  | 6   |
| Honduras       | 6   | 3  | 2  | 0  | 1  | 5  | 2  | 3   |
| Haití          | 4   | 3  | 1  | 1  | 1  | 4  | 3  | 1   |
| Granada        | 0   | 3  | 0  | 0  | 3  | 0  | 10 | -10 |

| 4 de julio de 2009, 16:00 | Haití | 0:1 (0:0) | Honduras   | Qwest Field, Seattle                                                         |                                                                              |
|                           |       | Reporte   | Costly 76' | Asistencia: 15.387 espectadores Árbitro(s): Marco Antonio Rodríguez (México) | Asistencia: 15.387 espectadores Árbitro(s): Marco Antonio Rodríguez (México) |

| 4 de julio de 2009, 18:00 | Estados Unidos                                | 4:0 (2:0) | Granada | Qwest Field, Seattle                                                 |                                                                      |
|                           | Adu 7' · Holden 31' · Rogers 59' · Davies 67' | Reporte   |         | Asistencia: 15.387 espectadores Árbitro(s): Walter López (Guatemala) | Asistencia: 15.387 espectadores Árbitro(s): Walter López (Guatemala) |

| 8 de julio de 2009, 19:00 | Haití                   | 2:0 (1:0) | Granada | RFK Memorial Stadium, Washington D.C.                               |                                                                     |
|                           | Noel 14' · Marcelin 79' | Reporte   |         | Asistencia: 26.079 espectadores Árbitro(s): Roberto Moreno (Panamá) | Asistencia: 26.079 espectadores Árbitro(s): Roberto Moreno (Panamá) |

| 8 de julio de 2009, 21:00 | Estados Unidos           | 2:0 (0:0) | Honduras | RFK Memorial Stadium, Washington D.C.                                   |                                                                         |
|                           | Quaranta 75' · Ching 79' | Reporte   |          | Asistencia: 26.079 espectadores Árbitro(s): Courtney Campbell (Jamaica) | Asistencia: 26.079 espectadores Árbitro(s): Courtney Campbell (Jamaica) |

| 11 de julio de 2009, 19:00 | Estados Unidos           | 2:2 (1:0) | Haití                 | Gillette Stadium, Boston                                                |                                                                         |
|                            | Arnaud 6' · Holden 90+1' | Reporte   | Sirin 46' · Chery 49' | Asistencia: 24.137 espectadores Árbitro(s): Walter Quesada (Costa Rica) | Asistencia: 24.137 espectadores Árbitro(s): Walter Quesada (Costa Rica) |

| 11 de julio de 2009, 21:00 | Honduras                                                 | 4:0 (2:0) | Granada | Gillette Stadium, Boston                                                     |                                                                              |
|                            | Martínez 2' · Espinoza 25' · Valladares 56' · Costly 67' | Reporte   |         | Asistencia: 24.137 espectadores Árbitro(s): Marco Antonio Rodríguez (México) | Asistencia: 24.137 espectadores Árbitro(s): Marco Antonio Rodríguez (México) |

## Cuartos de final
| 19 de julio de 2009, 18:00 | México                                      | 4:0 (2:0) | Haití | Cowboys Stadium, Dallas                                       |                                                               |
|                            | Sabah 9' 63' · Dos Santos 42' · Barrera 83' | Reporte   |       | Asistencia: 85 000 espectadores Árbitro(s): Courtney Campbell | Asistencia: 85 000 espectadores Árbitro(s): Courtney Campbell |

## Jugadores
| Nombre                  | Posición       | Club                                     |
| ----------------------- | -------------- | ---------------------------------------- |
| Dominique Jean-Zéphirin | Portero        | ES Fréjus                                |
| Judelin Aveska          | Defensa        | Independiente Rivadavia                  |
| Pierre-Richard Bruny    | Defensa        | Don Bosco FC                             |
| Simson Exume            | Defensa        | AS Mirebalais                            |
| Jean Alcénat            | Centrocampista | Leixões S.C.                             |
| Lesly Fellinga          | Defensa        | Toronto FC                               |
| Jean Alexandre          | Centrocampista | Real Salt Lake                           |
| Frantz Bertin           | Centrocampista | OFI Crete                                |
| Patrick Janvier         | Delantero      | Club Social, Cultural y Deportivo Grecia |
| Jean-Robens Jerome      | Delantero      | CS Tiligul-Tiras Tiraspol                |
| Fabrice Noël            | Delantero      | Puerto Rico Islanders                    |
| Peterson Occenat        | Portero        | Aigle Noir AC                            |
| Frantz Gilles           | Defensa        | Cavaly AS                                |
| Mones Chery             | Centrocampista | Racing Club Haïtien                      |
| Mechack Jérôme          | Defensa        | SC Mirandela                             |
| Brunel Fucien           | Centrocampista | Aigle Noir                               |
| Ednerson Raymond        | Defensa        | Baltimore St. Marc                       |
| James Marcelin          | Centrocampista | Puerto Rico Islanders                    |
| Philbert Merceus        | Centrocampista | Don Bosco FC                             |
| Abel Thermeus           | Delantero      | Debreceni VSC                            |
| Evens Prophete          | Centrocampista | Aigle Noir                               |
| Mackorel Sampeur        | Defensa        | Violette AC                              |
| Wings Pierre-Louis      | Portero        | Violette AC                              |
| Leonel Saint-Preux      | Delantero      | Minnesota Thunder                        |

- Datos: Q109311928